# Antoni Gausí
Antonio o Antoni Gausí Subias (Lérida, 10 de diciembre de 1927-Ibidem, 6 de mayo de 2021), deportivamente conocido como "Ciervo veloz" o "Gausí el furioso", fue un jugador y dirigente de fútbol. Jugaba como extremo y disputó la Primera División de España con la UE Lleida, el Real Madrid, el Real Club Celta y el Real Zaragoza. Posteriormente fue presidente de la UE Lleida durante ocho años, en distintas etapas.

## Trayectoria

### Como jugador
Inició su carrera en clubes de su Lérida natal: primero en el Club Ilerda, posteriormente en el CD Leridano y, finalmente, en la Unión Deportiva Lérida (luego UE Lleida), cuando se fundó en 1947, fruto de la integración del Leridano en el Lérida Balompié. 
El 10 de septiembre de 1950 fue titular en el partido de debut de la UE Lleida en la Primera División de España, contra el Celta de Vigo. Pretendido por los grandes clubes españoles, estuvo a prueba en el FC Barcelona, aunque finalmente fichó por el Real Madrid en 1951. En el ataque del club blanco encontró una gran competencia, jugando únicamente un partido de liga en dos temporadas.
La campaña 1953-54 se marchó al Real Club Celta, como parte del traspaso del Adolfo Atienza del club gallego al Real Madrid. Permaneció cinco temporadas en Vigo, donde vivió los mejores años de su carrera, jugando 114 partidos de liga en los que marcó 21 goles. En 1958 fichó por el Real Zaragoza, donde disputó sus dos últimas temporadas en Primera División. Tras jugar otros dos años en Segunda División con el Levante UD, regresó a la UE Lleida para terminar su carrera, la temporada 1962-63.

### Como directivo
Tras su retirada, siguió vinculado a la UE Lleida como dirigente, siendo directivo entre 1967-68 y 1977-81. Posteriormente ocupó la presidencia del club en tres etapas: 1981-84, 1985-86 y 1998-2002.

## Clubes
| Club             | País   | Año       |
| ---------------- | ------ | --------- |
| CD Leridano      | España | 1946-1947 |
| UD Lérida        | España | 1947-1951 |
| Real Madrid CF   | España | 1951-1953 |
| RC Celta de Vigo | España | 1953-1959 |
| Real Zaragoza    | España | 1959-1961 |
| Levante UD       | España | 1961-1963 |
| UD Lérida        | España | 1963-1964 |